# Kevin Dawtry
Kevin Austin Dawtry (sinh ngày 15 tháng 6 năm 1958) là một cựu cầu thủ bóng đá người Anh thi đấu ở Football League cho Southampton, Crystal Palace, Bournemouth và Reading.